# Leptaulus holstii
Leptaulus holstii là một loài thực vật có hoa trong họ Cardiopteridaceae. Loài này được (Engl.) Engl. mô tả khoa học đầu tiên năm 1898.